# Pawel Lewicki
Pour les articles homonymes, voir Lewicki.
Pawel Lewicki, né le 7 octobre 1953, est un entrepreneur, investisseur, et scientifique en psychologie cognitive américain. 
De 1984 à 2009, il est professeur de psychologie cognitive à l'université de Tulsa où il établit le Laboratoire de Traitement des Informations Non Conscientes. Après avoir quitté l'université en 2009, il assume le rôle de PDG pour Statsoft, une multinationale de logiciel d'analyse qu'il a fondée et dans laquelle il était actionnaire majoritaire. En mars 2014, Statsoft est vendu à Dell.

## Recherches
En tant que scientifique en psychologie cognitive, il est surtout connu pour ses recherches sur le traitement de l'information non consciente et de la perpétuation de soi, où il démontre que la connaissance procédurale est créée par acquisition non consciente des informations sur covariations complexes entre des événements ou des fonctionnalités, et que non consciemment, les individus peuvent acquérir des structures de connaissances fondées sur des motifs hautement complexes de données multidimensionnelles.
La recherche de Lewicki sur le développement auto-entretenu des dispositions de codage démontre que, accidentellement et même très légèrement acquises, des préférences cognitives ou d'autres encodages/dispositions interprétatives peuvent progressivement développer et se renforcer d'une manière auto-entretenue. Plus précisément, les préjugés de codage communs peuvent convertir une information ambiguë en une expérience subjective de rencontre - en fait inexistante - de preuve à l'appui un schéma d'interprétation préexistant de l'individu, renforçant ainsi ses schémas d'une manière auto-entretenue[pas clair]. Ce mécanisme peut contribuer au développement de traits de personnalité et les préférences individuelles ; il peut faciliter l'apprentissage, mais il peut aussi conduire à un développement auto-entretenu des préjugés dysfonctionnels, phobies, répulsions et autres symptômes de troubles de la personnalité.